# Giulio Bellinzaghi
Giulio Bellinzaghi (ou la variante Belinzaghi), né le 17 octobre 1818 à Milan et mort le 28 août 1892 à Cernobbio, est un homme politique italien. Il est le deuxième maire de Milan, sous le Regno d'Italia. 

## Biographie
Giulio Bellinzaghi naît le 17 octobre 1818 à Milan, d'une famille de commerçants.
En tant que maire de Milan, il est celui qui reste en fonction le plus longtemps, près de dix-neuf ans, dont seize consécutifs, du 20 février 1868 au 18 avril 1884, puis du 21 novembre 1889 au 28 août 1892, date de son décès.
Il restaure le budget de la ville, alourdi par le début de l'aménagement de la place du Dôme sous le mandat de son prédécesseur Antonio Beretta, qu'il achève ; en 1873, il obtient l'annexion à la ville de la municipalité de Corpi Santi di Milano, qui l'entoure ; il favorise les liaisons régulières avec l'arrière-pays par les transports publics de passagers : en 1879, il inaugure la gare de Milan-Cadorna.
Il est nommé sénateur le 9 novembre 1872 par Victor-Emmanuel II et en 1875, reçoit le titre de comte.
En plus de se consacrer à la vie publique, il travaille comme banquier privé dès son plus jeune âge, fondant la Banca Belinzaghi (1848-1983). Il est également le président de la "Banca di Costruzioni", une institution spécialisée dans les travaux et les contrats publics qui fonctionne de mai 1871 à mai 1875. Il est également maire de Cernobbio, où il fait construire en 1864 la villa homonyme de Giacomo Bussi, toujours existante, sur la rive du lac de Côme. 

## Distinctions honorifiques

### Distinctions honorifiques italiennes
- Ordre de la Couronne d'Italie
- Ordre des Saints-Maurice-et-Lazare

### Distinctions honorifiques étrangères
- Ordre de la Couronne
- Ordre de Charles III d'Espagne
- Ordre de Léopold
- Ordre de Sainte-Anne